# Seysses-Savès
Seysses-Savès este o comună în departamentul Gers din sudul Franței. În 2009 avea o populație de 264 de locuitori.

## Evoluția populației
| An        | 1975 | 1982 | 1990 | 1999 | 2006 | 2009 |
| --------- | ---- | ---- | ---- | ---- | ---- | ---- |
| Populație | 199  | 202  | 217  | 241  | 257  | 264  |